# Wladimir Alexandrowitsch Tschebotarjow
Wladimir Alexandrowitsch Tschebotarjow (russisch Владимир Александрович Чеботарёв; * 16. August 1921 in Karatschew, Oblast Brjansk, Sowjetrussland; † 4. März 2010 in Moskau) war ein sowjetischer Drehbuchautor und Filmregisseur.

## Biografie
Zu Beginn des Deutsch-Sowjetischen Krieges war Wladimir Tschebotarjow
1941 als Leutnant Chef einer Artilleriebatterie und geriet nach einer Verwundung in Kriegsgefangenschaft aus der ihm jedoch die Flucht gelang. Anschließend diente er bis zum Kriegsende 1945 in Budapest und absolvierte danach die Abteilung für Regie des Allunionsinstitutes für Kinematographie.
Nach Beendigung des Studiums 1952 war Tschebotarjow zunächst Drehbuchautor und danach Regisseur von mehr als einem Dutzend Actionfilmen, von denen viele in die sowjetische Filmgeschichte eingingen und die im Leningrader Filmstudio der Produktionsfirma Lenfilm entstanden.
Sein bekanntester und beim Publikum beliebtester Film war mit mehr als 70 Millionen Kinobesuchern Der Amphibienmensch von 1961 nach dem gleichnamigen Roman von Alexander Beljajew und mit Gennadi Kasanski als Co-Regisseur.
Für seine Verdienste während des Zweiten Weltkrieges sowie um die sowjetische Filmindustrie wurde er mehrfach ausgezeichnet und erhielt unter anderem den Orden des Vaterländischen Krieges II. Klasse und den Orden des Roten Sterns. 1998 erhielt er den Orden der Ehre. Außerdem war Tschebotarjow Träger der Titel Verdienter Kunstschaffender der Nord-Ossetischen ASSR und Verdienter Kunstschaffender der Russischen Föderation (1994).
Er wurde am 6. März 2010 auf dem Friedhof Wostrjakowo, Abschnitt 17, beigesetzt.

## Filmografie (Auswahl)
- 1961: Der Amphibienmensch (Tschelowek-amfibija)
- 1965: Wie heißen Sie jetzt? (Kak was teper nasywat?)
- 1966: Дикий мёд (Diki mjod)
- 1981: Кольцо из Амстердама (Kolzo is Amsterdama)
- 1984: Alarmstart (Trewoschny ywylet)
- 1985: Bataillone bitten um Feuer (Bataljony prosjat ognja)